# 키리코 (오버워치)
키리코(본명: 카모리 키리코, 일본어: 霧子)는 블리자드 엔터테인먼트사의 2022년 출시 게임 오버워치 2에 등장하는 게임 캐릭터이다. 키리코의 목소리는 한국어판은 김하루, 영어판은 아마키 샐리, 일본판은 파이루즈 아이가 담당하였다.

## 같이 보기
- 오버워치
- 오버워치의 등장인물